# Евроспорт
Евроспорт (на английски: Eurosport) е европейски спортен телевизионен канал, който се излъчва в 54 държави на над 20 различни езика.
Основан е на 5 февруари 1989 г. и е собственост на Discovery Communications.
Специализиран е за предаване на спортни състезания. Сред спортовете, които могат да бъдат наблюдавани са снукър, колоездене, плуване, тенис, рали, лека атлетика и др.

## История
Eurosport стартира на 5 февруари 1989 година в партньорство между Европейския съюз за радио и телевизия и Sky Television.

Eurosport прекратява излъчването си през май 1991 г., след като конкурентен канал е подал жалба до Европейската комисия. Каналът обаче е спасен, когато Групата на TF1 става съсобственик. Новият канал Eurosport е в състояние да започне предавания още същия месец. От януари 2001 г. мрежата е собственост изцяло на TF1 Group. От 2012 г. до лятото на 2015 г. той е съвместна собственост на френската компания и Discovery Communications, а оттогава е изцяло част от американската компания.
На 19 март 2004 г. стартира коментарно студио с българска версия на канала, чийто ръководител е Евгени Ставрев.
През май 2007 г. Yahoo! Europe и Eurosport формират кобрандиран уебсайт, който Eurosport използва като свой уеб портал в Обединеното кралство, Ирландия, Испания, Италия и Германия, а през 2008 г. Eurosport стартира услуга за онлайн телевизионен абонамент (наречена Eurosport Player), която дава възможност на интернет потребителите да гледат Eurosport 1 и Eurosport 2 на живо, както и спортове, които не се излъчват по телевизията, но имат права за тях.
През юли 2009 стартира и Евроспорт 2 на български език. Дотогава се излъчваше на английски.
На 5 април 2011 г. Eurosport сменя логата на своите канали.

Спира аналоговото си излъчване от 1 май 2012 г.
На 13 ноември 2015 г. Eurosport променя логотипа си на Eurosport 1, като графичния тип на логата е аналогичен и за останалите канали
(Eurosport 2 и версиите на двата канала в HD формат на картината).
Eurosport се излъчва на над 20 езика: английски, френски, немски, италиански, португалски, холандски, шведски, норвежки, датски, финландски, руски, полски, чешки, унгарски, румънски, български, сръбски, гръцки и турски.
От 1 декември 2017 ръководителят на българския Евроспорт е Асен Спиридонов.

## Програма
Eurosport предлага на зрителите си европейски и международни спортни събития. Това включва: Рали Дакар(обзор), Европейски рали шампионат (обзор). Олимпийските игри, колоездене, тенис събития, включително четирите турнира от Големия шлем(Уимбълдън се излъчва само в определени държави по Евроспорт 2), WTA Tour (в определени държави), ATP Tour 250 (в определени държави), Световното първенство по снукър, лека атлетика, биатлон, ски свободен стил, спускане с шейни, сноуборд, ски алпийски дисциплини, снукър турнири, мотокрос, Формула Е, моторни спортове,Световен Ендуранс Шампионат, Ски скокове кърлинг, северна комбинация, ски бягане и други.
Eurosport е партньор с KSO, организаторите на FIA World Touring Car Championship (WTCC). Евроспорт излъчва всяко WTCC състезание на живо. Преди 2006 г., както WTCC така и FIA GT шампионата се излъчва по Eurosport.
Каналът също излъчва и Интерконтиненталния рали шампионат. От 2008 г. насам, Eurosport излъчва 24 часа на Льо Ман. От 2012 г. започва да се излъчва и моторното Спидуей Гран При. Eurosport излъчва и комедийни месечни предавания, в които са събрани най-смешните гафове и изцепки в спорта – „WATTS“, Top 5 и „Top 10“.

## Други канали
Eurosport 2
Допълнителен канал с участието на повече спортни събития. Eurosport 2 стартира на 10 януари 2005 г. и е достъпен в 35 страни, с излъчване на 11 различни езика: английски, френски, италиански, немски, португалски, гръцки, унгарски, руски, полски, румънски, български, сръбски и турски.
Eurosport 3D
От 2010 г. някои предавания са налични и за 3D телевизия.
Eurosport News
Новинарски спортен канал стартирал на 1 септември 2000 г., с резултати на живо, актуални новини и коментари. Услугата съчетава видео, текст и графики, като екрана се разделя на 4 секции. В България не се излъчва от януари 2018.